# توماس کرکمن

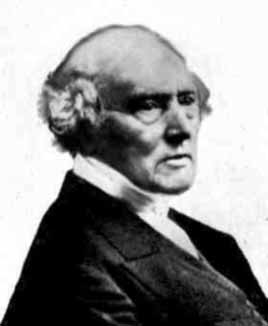
توماس پنینگتون کرکمن، کشیش و ریاضی‌دان

توماس پنینگتون کرکمن (به انگلیسی: Thomas Penyngton Kirkman) (۳۱ مارس ۱۸۰۶–۳ فوریه ۱۸۹۵)، ریاضی‌دان اهل انگلیس و کشیش در کلیسای انگلستان، با وجود اینکه در وهلهٔ اول یک کشیش بود، به فعالیت تحقیقاتی در زمینهٔ ریاضیات، علاقه داشت. وی توسط اکساندر ماکفارلن بعنوان یکی از ده ریاضی‌دان انگلیسی برجستهٔ قرن نوزدهم معرفی شده. مسئلهٔ دختر مدرسه کرکمن، قضیه‌ای برای سیستم‌های سه‌گانه‌ی اشتاینر که در زمینهٔ تئوری طراحی ترکیبی ایجاد گردیده است، پس از او نام‌گذاری شد.